# IJstijdcentrum
Het IJstijdcentrum, opgericht in 2004, is een museum gelegen in het Estse dorp Äksi, dat zich toelegt op het begrijpen van ijstijden. Het biedt interactieve tentoonstellingen verspreid over drie verdiepingen met educatief vermaak voor bezoekers van alle leeftijden. De tentoonstellingen behandelen de oorsprong en dynamiek van verschillende ijstijden, de invloed ervan op landschappen, dierenleven en menselijke nederzettingen, en de mogelijke toekomstige impact van klimaatverandering. Het centrum beschikt over levensgrote replica's van prehistorische dieren en biedt educatieve programma's voor diverse leeftijdsgroepen, variërend van kleuters tot middelbare scholieren. Naast zijn educatieve doelen, is het centrum gelegen in een gebied dat bekend staat om de Estse legende van Kalevipoeg.